# Kritisk masse
Den kritiske masse for et fissilt materiale, er den masse af materialet, der er påkrævet for, at en fission kan opretholde sig selv. Den kritiske masse for fissilt materiale afhænger af dets atomare og fysiske egenskaber, såsom graden af spontane fissioner, densitet og form. Dog kan den kritiske masse kunstigt formindskes fx ved hjælp af neutronreflektorer eller kompression. 
Når en masse er kritisk, vil det sige, at fissionen er selvopretholdende. Der er altså ingen forøgelse af hverken energi, temperatur eller antallet af løse neutroner. Fissionen er stabil. Hvis en masse er subkritisk, er den ikke i stand til at opretholde en fission. Antallet af løse neutroner vil aftage med tiden. Hvis en masse er superkritisk, vil det sige at antallet af fissioner er stigende. Dette vil enten føre til, at massen ødelægger sig selv (det er det, der fx sker i et kernevåben), eller med tiden falder tilbage til det stabile, kritiske stadie ved en højere temperatur. 
| Fysik | Spire Denne artikel om fysik er en spire som bør udbygges. Du er velkommen til at hjælpe Wikipedia ved at udvide den. |